# Aarón Padilla Gutiérrez
Aarón Padilla Gutiérrez (* 10. Juli 1942 in Mexiko-Stadt; † 14. Juni 2020 in Guadalajara), auch bekannt unter dem Spitznamen El Gansito, war ein mexikanischer Fußballspieler, der im Angriff agierte. Sein Sohn Aarón Padilla Mota war ebenfalls Fußballspieler und auch sein rund acht Jahre älterer Bruder Marco Antonio Padilla war in den 1970ern als Profifußballspieler aktiv.

## Biografie

### Verein
Padilla begann seine Profikarriere 1962 in Diensten des gerade in die Primera División aufgestiegenen Club Universidad Nacional, bei dem er zehn Jahre unter Vertrag stand. 
1972 wechselte El Gansito zum Stadtrivalen CF Atlante, für den er in der Saison 1972/73 auf Torjagd ging, bevor er über den Umweg CD Veracruz (Saison 1973/74) zu den Pumas zurückkehrte, in deren Diensten er seine aktive Laufbahn in der Saison 1974/75  beendete.

### Nationalmannschaft
Sein Debüt in der mexikanischen Nationalmannschaft gab Padilla am 28. Februar 1965 in einem Spiel gegen Honduras (1:0), das im Rahmen der Qualifikation zur WM 1966 ausgetragen wurde. Sein erstes Länderspieltor erzielte Gansito Padilla beim 3:2-Sieg gegen Jamaika am 3. Mai 1965; sein einziger „Doppelpack“ für „el Tri“ gelang ihm beim 7:0-Kantersieg gegen Paraguay am 24. April 1966.
Höhepunkte seiner Nationalmannschaftskarriere waren die Teilnahmen an den Fußball-Weltmeisterschaften 1966 und 1970. Von den insgesamt sieben Spielen, die die Mexikaner bei diesen beiden Weltmeisterschaften bestritten, absolvierte Padilla sechs Spiele in voller Länge und fehlte nur beim Auftaktmatch der WM 1970, das zwischen Mexiko und der Sowjetunion (0:0) ausgetragen wurde.

## Tod
Padilla starb im Juni 2020 im Alter von 77 Jahren an den Folgen einer SARS-CoV-2-Infektion.